# Fejérváry Gábor
Komlóskeresztesi Fejérváry Gábor (1780 – Pest, 1851. november 2.) archeológus, a Fejérváry család sarja.

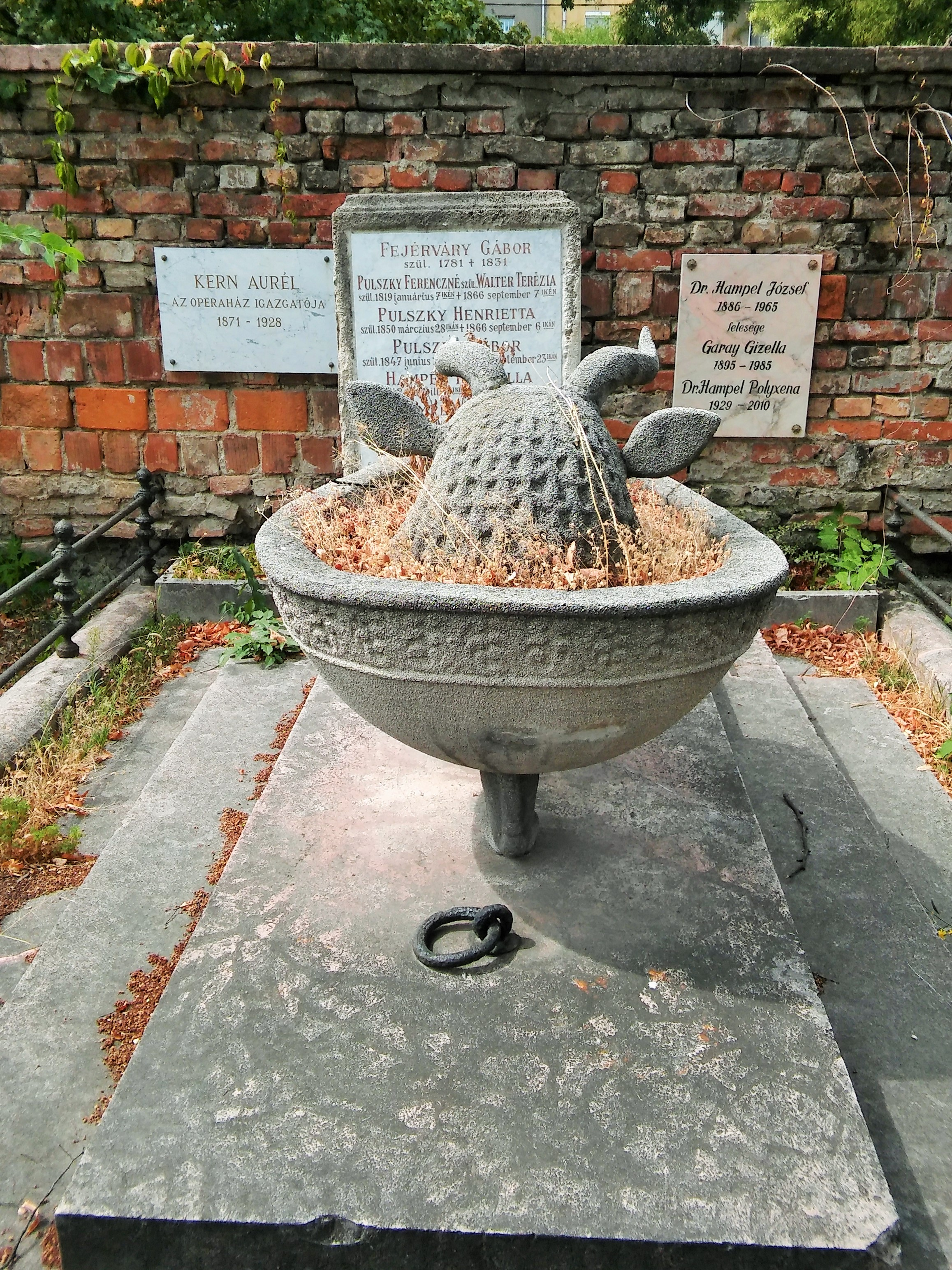
Sírja a Fiumei úti sírkertben (Jobb oldali falsírboltok, J-30.)

## Élete
Fejérváry Károly régiséggyűjtő fia, nővére, Apollónia révén Pulszky Ferenc nagybátyja. Jogi tanulmányokat folytatott, majd ügyvédi vizsgát tett, báró Brudern József teljhatalommal felruházott megbízottja volt. Ezt követően felhagyott az ügyvédkedéssel, nagyobb utazásokat tett Németországban, Olaszországban és Franciaországban, 1834-től unokaöccsével pedig Ausztriát, Németországot, Belgiumot, Angliát és Hollandiát járta be műemlékeket tanulmányozva. Hazatérve a kormánytól a vörösvágási opálbányákat bérelte. 
Megemlítendő még, hogy Markó Károly festő külföldi tanulmányait is finanszírozta. Hatalmas régészeti gyűjteményt halmozott fel, melyet aztán végrendeletében Pulszkyra hagyott.

## Fejérváry-Mayer kódex
Az egyik legjobb állapotban fennmaradt mexikói kódexek egyike, amely egyben a pre-kolumbián művészet egyik legkiemelkedőbb darabja egyben. A kódex megtalálásáról nem tudni semmit. Nevét Fejérváryról kapta részben, akinek a birtokában volt, majd Joseph Mayer (1803-1886) brit régész megvásárolta tőle.